# Kövi csuszka
A kövi csuszka vagy keleti szirticsuszka (Sitta tephronota) a verébalakúak (Passeriformes) rendjébe, ezen belül a csuszkafélék (Sittidae) családjába tartozó faj.

## Előfordulása
Afganisztán, Örményország, Azerbajdzsán, Irak, Kazahsztán, Kirgizisztán, Törökország és Türkmenisztán területén honos. Kóborlóként eljut Indiába is. A természetes élőhelye szubtrópusi és trópusi cserjések, mediterrán típusú cserjések, köves környezet, valamint folyók és patakok környéke.

## Alfajai
- Sitta tephronota dresseri Zarudny & Buturlin, 1906
- Sitta tephronota iranica Buturlin, 1916
- Sitta tephronota obscura Zarudny & Loudon, 1905
- Sitta tephronota tephronota Sharpe, 1872